# Ordre du Soleil Suprême
L'ordre du Soleil Suprême (en pachto et en dari Nishan-i-Lmar-i-Ala) est un ordre chevaleresque du royaume d'Afghanistan. Il est décerné depuis environ 1897 jusque vers 1977.

## Histoire
L'ordre est initialement fondé vers 1897 par l'émir Abdur Rahman Khan, puis réformé et réorganisé en 1901 par l'émir Habibullah Khan et, enfin en 1923 par le roi Amanullah Khan, dans le but de récompenser ceux qui se sont particulièrement distingués en faveur de l'État.  
En 1973, à la suite du coup d'État qui met fin à la monarchie afghane, l'ordre est supprimé par la République afghane qui crée l'ordre du Soleil et de la Liberté afin de le remplacer dans les mêmes intentions d'attribution. 
Cependant, après son exil, le roi Mohammad Zaher Shah, qui avait déjà modifié le ruban et la médaille de la décoration en 1960, réorganise l'ordre en 1977 en une classe unique.

## Insignes
La médaille de l'ordre consiste en une plaque d'or rectangulaire avec quatorze étoiles et un soleil, entourée d'une couronne de laurier en argent.
La plaque est composée d'une étoile d'or rayonnante avec un disque d'argent au centre gravé du nom de l'ordre et de la devise attachée.
Le ruban est, jusqu'en 1960, bleu avec une bande rouge au milieu et bleu avec deux bandes rouges jusqu'en 1973.

## Grades
L'ordre comprend les grades suivants :
- Collier
- Membre de 1re classe
- Membre de classe II
- Membre de classe III
- Médaille d'honneur

## Récipiendaires notoires
- Albert Ier roi des Belges (février 1928)[2].
- Élisabeth II (1971)[3]
- Philip Mountbatten (1971)[3].